# フリーダム・スイート
フリーダム・スイート（Freedom Suite）とは、ジャズ・サックス奏者ソニー・ロリンズが、1958年に制作・発表したアルバム。現行CDには、「ティル・ゼア・ウォズ・ユー」の別テイクが追加収録されている。

## 解説
本作は、ロリンズが得意としたピアノ抜きのトリオ編成で演奏したことのみならず、19分に及ぶ「フリーダム・スイート」が話題となった。「Suite（組曲）」という名前の通り、テンポ・チェンジを繰り返す組曲で、LPレコードの片面を1曲だけで埋め尽くすことは、当時のジャズ界においては珍しい試みだった。
「ティル・ゼア・ウォズ・ユー」は、1957年に初演されたミュージカル『ザ・ミュージック・マン』の挿入歌。1960年代に入って、ペギー・リーやビートルズが取り上げたことで有名な曲。

## 収録曲
1. フリーダム・スイート - Freedom Suite（Sonny Rollins）
2. サムデイ・アイル・ファインド・ユー - Someday I'll Find You（Noel Coward）
3. ウィル・ユー・スティル・ビー・マイン? - Will You Still Be Mine?（Matt Dennis, Tom Adair）
4. ティル・ゼア・ウォズ・ユー - Till There Was You（Meredith Willson）
5. ティル・ゼア・ウォズ・ユー（別テイク）
6. シャドウ・ワルツ - Shadow Waltz（Harry Warren, Al Dubin）

## 演奏メンバー
- ソニー・ロリンズ - テナー・サックス
- オスカー・ペティフォード - ベース
- マックス・ローチ - ドラム